# 휘영
휘영(본명: 김영균, 1999년 5월 11일 ~ )은 대한민국의 가수이자 배우로 대한민국의 보이 그룹 SF9의 서브래퍼를 맡고 있다.

## 학력
- 왕미초등학교 (졸업)
- 제천동중학교(전학)
- 봉림중학교 (졸업)
- 한림연예예술고등학교 연예과 (졸업)
- 글로벌사이버대학교 방송연예학과 (재학)

## 텔레비전 프로그램

### 드라마
- 2016년 네이버 tvcast 웹드라마 《클릭유어하트》 - 휘영 역
- 2020년 웹드라마 《독고빈은 업뎃중》 - 독고빈 역
- 2021년 Seezn 웹드라마 《인어왕자 더 비기닝》 - 윤건이 역
- 2021년 웹드라마 《리플레이 : 다시 시작되는 순간》 - 이지훈 역
- 2021년 KBS2 금요드라마 《이미테이션》 - 강이현 역
- 2022년 일본 위성TV 《미라클》 - 민시우 역